# Renfe série S-594

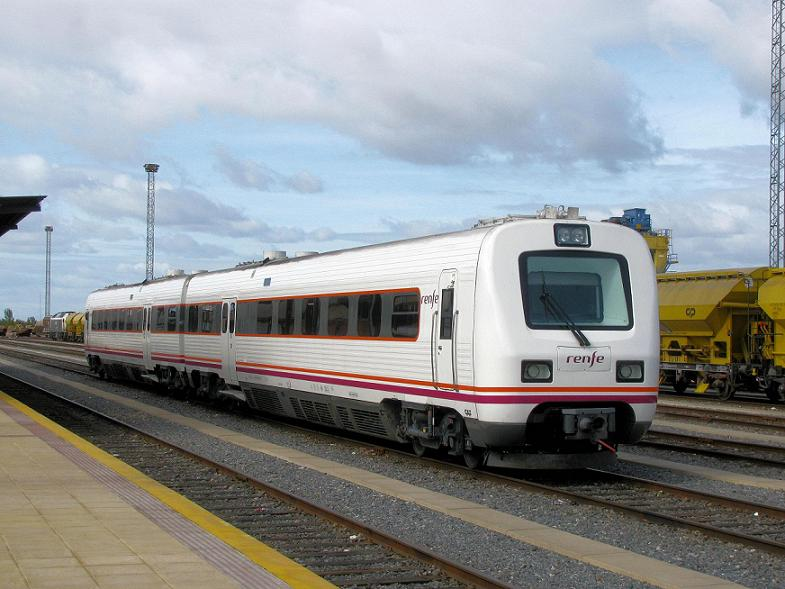
Nouvelle face avant des TRD 594.

La série 594 est une série d'autorails de la Renfe, les chemins de fer espagnols.

## Origine de la série
En 1994, la société nationale d'exploitation des chemins de fer espagnols (en espagnol : Red nacional de los ferrocarriles españoles dite Renfe) décide d'acheter de nouveaux autorails afin d'améliorer ses services express régionaux. Il s'agit de commander du matériel plus rapide, plus puissant, et plus confortable que les « Camellos » des séries 592 et 593. Le consortium, formé par les constructeurs ferroviaires Construcciones y auxiliar de ferrocarriles (CAF) et Asea Brown Boveri (ABB), remporte le concours pour la fourniture des seize premières unités en 1995, avec option sur la construction de 60 unités supplémentaires.

## Conception
Les nouvelles rames TRD (pour Trenes Regionales Diesel) sont dérivées du modèle IC 3 en service sur les Danske StatsBaner (DSB). Chaque unité est formée de deux caisses accouplées de façon semi-permanente et dotée chacune de deux moteurs diesel. Chaque extrémité est dotée d'un bouclier en caoutchouc faisant éventuellement office de bourrelet d'intercommunication (les portes frontales étant rabattables). Les unités de tête sont numérotées dans la tranche 594-000, celles de queue dans la tranche 594-500.

## Sous-séries
On distingue les sous-séries suivantes :
- 16 TRD 594.0 (594-001 à 016) série d'origine, réduite à 13 unités à la suite des transformations :
  - le 594-003 sert de prototype à la série complémentaire TRD 594.1 d'autorails pendulaires équipés du système SIBI,
  - le 594-009 sert de prototype à la série complémentaire TRD 594.2 d'autorails à écartement variable équipés de bogies BRAVA,
- 7 TRD 594.1 (594-101 à 107 puis 108) série complémentaire d'autorails pendulaires équipés du système SIBI, augmentée du prototype 594-003 devenu 594-016,

puis par transformation :
- 2 TRD 594.2 (594-201 et 202) à écartement variable, issus respectivement de la transformation des TRD 594-009 et 594-016.

## Modernisation
En 2007-2008, les 23 éléments doubles ont été modernisés par la mise en place de nouveaux compresseurs d'air conditionné désormais placés sous l'habitacle et avec un design plus aérodynamique de leur face avant.

## Nom de baptême
Tous les TRD de la série 594 portent un nom de baptême :
- 594-001 : « Emilia Pardo Bazan »
- 594-002 : « A.D.R. Castelao »
- 594-003 : « Concepcion Arenal »
- 594-004 : « Curros Enriquez »
- 594-005 : « Ramon Piñeiro »
- 594-006 : « Rosalia de Castro »
- 594-007 : « Sierra de Gador »
- 594-008 : « Sierra de Alhamilla »
- 594-009 : « Sierra de Grazalema »
- 594-010 : « Sierra Nevada »
- 594-011 : « Sierra Bermeja »
- 594-012 : « Sierra de Tejada »
- 594-013 : « Sierra de Ronda »
- 594-014 : « Sierra del Gallo »
- 594-015 : « Plaza Mayor »
- 594-016 : « Casa de las Conchas »

## Service

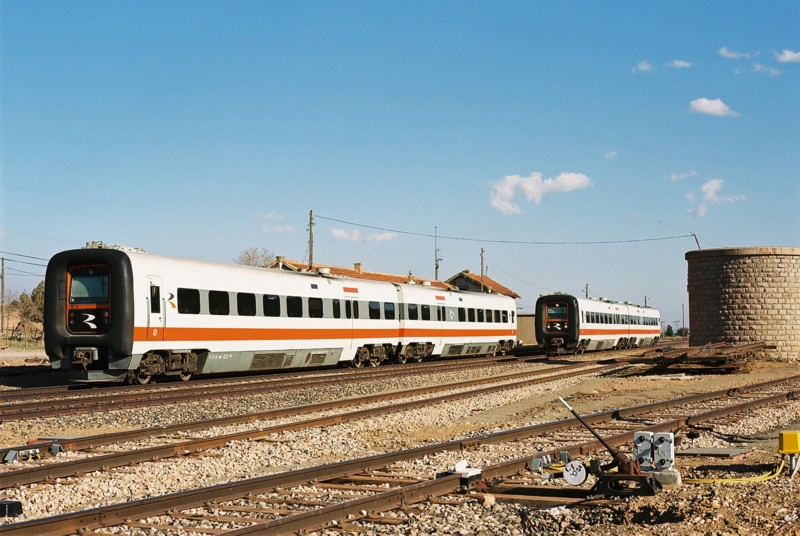
Croisement des 594-007 et 594-001 à Puerto-Escandon le 22 avril 2005

La première unité est livrée en juin 1997. L'UN Regionales avait prévu de répartir les compositions en trois groupes, 7 pour la Galice, 7 pour l'Andalousie, et 2 pour Madrid-Salamanque. Après livraison de toute la série, la Galice n'en reçoit que 6, Madrid-Salamanque 3. 
Le 28 septembre 1997, les TRD sont engagés pour la première fois sur le service La Corogne-Vigo, permettant une réduction de 20 minutes sur le temps de parcours. Leur service commercial sur Séville-Malaga et Grenade-Almeria commence le 24 mai 1998, avec des gains de temps de 30 à 40 minutes. Enfin, à compter du 7 février 1999, ils assurent la relation Madrid-Salamanque en 2 h.34 au lieu de 3 h.10. En octobre 1999, un TRD circule sur la ligne Murcie-Carthagène, service étendu en 2000 à la ligne Bobadilla-Algesiras. Les TRD présentent quelques défauts de jeunesse vite réparés. Le bruit intempestif dans les cabines sera réduit après pose de panneaux isolants.
Après livraison de la série, CAF  négocie avec la Renfe pour pouvoir installer à ses frais un nouveau système de pendulation active mis au point par la firme. Le 594-016, initialement prévu, est remplacé par le 594-003. Ce matériel donnant satisfaction, la Renfe commande sept unités supplémentaires en février 1999. 
Le 594-009, qui a subi un incendie en Andalousie, est par la suite retenu pour servir de banc d'essai au nouveau bogie à écartement variable « BRAVA » de CAF.